# لوما كاميرونية
لوما كاميرونية (الاسم العلمي:Loma camerounensis) هي نوع من الفطريات تتبع جنس فطر اللوما من فصيلة الغلوغية.